# Stefan Bötticher
Stefan Bötticher (Leinefelde-Worbis, 1º febbraio 1992) è un pistard tedesco, specialista delle gare veloci e vincitore di due medaglie d'oro ai campionati del mondo 2013, una nella velocità e una nella velocità a squadre.

## Palmarès
- 2010 (Juniores)

Campionati tedeschi, Keirin Juniores
Campionati tedeschi, Velocità Juniores
- 2011

Campionati tedeschi, Velocità
Campionati europei Juniores/U23, Velocità a squadre Under-23 (con Erik Balzer e Joachim Eilers)
Campionati europei Juniores/U23, Velocità Under-23
Campionati europei Juniores/U23, Keirin Under-23
2ª prova Coppa del mondo 2011-2012, Velocità (Cali)
- 2012

Campionati europei Juniores/U23, Velocità a squadre Under-23 (con Erik Balzer e Eric Engler)
Campionati europei Juniores/U23, Velocità Under-23
Campionati europei Juniores/U23, Keirin Under-23
Campionati tedeschi, Velocità a squadre (con Maximilian Levy e Max Niederlag)
Campionati tedeschi, Velocità
Campionati tedeschi, Keirin
2ª prova Coppa del mondo 2012-2013, Velocità a squadre (Glasgow, con René Enders e Robert Förstemann)
2ª prova Coppa del mondo 2012-2013, Keirin (Glasgow)
2ª prova Coppa del mondo 2012-2013, Velocità (Glasgow)
- 2013

Campionati del mondo, Velocità a squadre (con René Enders e Maximilian Levy)
Campionati del mondo, Velocità
Grand Prix of Poland, Velocità a squadre (Pruszkow, con Joachim Eilers e Robert Förstemann)
Grand Prix of Wien, Keirin (Vienna)
- 2014

Cottbuser SprintCup, Keirin (Cottbus)
Japan Track Cup Shizuoka, Keirin
Campionati tedeschi, Velocità
Campionati tedeschi, Keirin
2ª prova Coppa del mondo 2014-2015, Keirin (Londra)
- 2015

Dudenhofen Sprint Meeting, Keirin (Dudenhofen)
- 2018

Grand Prix Brno, Keirin (Brno)
Grand Prix of Poland, Velocità (Pruszkow)
Campionati europei, Keirin
- 2019

Grand Prix of Germany, Velocità a squadre (Cottbus, con Timo Bichler e Joachim Eilers)
- 2021

Grand Prix of Germany, Keirin (Cottbus)
1ª prova Champions League, Keirin (Palma di Maiorca)
3ª prova Champions League, Keirin (Londra)
4ª prova Champions League, Keirin (Londra)
- 2022

Campionati tedeschi, Velocità
Campionati tedeschi, Keirin
- 2023

Six Day Weekend Berlin, Velocità (Berlino)

## Piazzamenti

### Competizioni mondiali
- Campionati del mondo

Mosca 2009 - Velocità Juniores: 2º
Mosca 2009 - Velocità a squadre Juniores: 2º
Montichiari 2010 - Velocità Juniores: 2º
Montichiari 2010 - Velocità a squadre Juniores: 3º
Apeldoorn 2011 - Velocità: 14º
Apeldoorn 2011 - Velocità a squadre: 13º
Melbourne 2012 - Velocità: 6º
Minsk 2013 - Velocità a squadre: vincitore
Minsk 2013 - Velocità: vincitore
Minsk 2013 - Keirin: 6º
Cali 2014 - Velocità: 2º
Saint-Quentin-en-Yvelines 2015 - Keirin: 8º
Saint-Quentin-en-Yvelines 2015 - Velocità: 9º
Apeldoorn 2018 - Velocità a squadre: 5º
Pruszków 2019 - Velocità a squadre: 4º
Pruszków 2019 - Keirin: 3º
Pruszków 2019 - Velocità: 10º
Berlino 2020 - Velocità a squadre: 6º
Berlino 2020 - Keirin: 5º
Berlino 2020 - Velocità: 6º
Roubaix 2021 - Velocità a squadre: 3º
Roubaix 2021 - Keirin: 7º
Roubaix 2021 - Velocità: 4º
Saint-Quentin-en-Yvelines 2022 - Velocità a squadre: 4º
Saint-Quentin-en-Yvelines 2022 - Keirin: 13º
Saint-Quentin-en-Yvelines 2022 - Velocità: 12º
- Giochi olimpici

Tokyo 2020 - Velocità a squadre: 5º
Tokyo 2020 - Velocità: 15º
Tokyo 2020 - Keirin: 13º
Parigi 2024 - Velocità a squadre: 6º

### Competizioni europee
- Campionati europei

Anadia 2011 - Velocità a squadre Under-23: vincitore
Anadia 2011 - Velocità Under-23: vincitore
Anadia 2011 - Keirin Under-23: vincitore
Anadia 2012 - Velocità a squadre Under-23: vincitore
Anadia 2012 - Velocità Under-23: vincitore
Anadia 2012 - Keirin Under-23: vincitore
Apeldoorn 2013 - Velocità: 4º
Apeldoorn 2013 - Keirin: 7º
Glasgow 2018 - Velocità a squadre: 3º
Glasgow 2018 - Velocità: 2º
Glasgow 2018 - Keirin: vincitore